# Siedlęcin
Siedlęcin is een dorp in de Poolse woiwodschap Neder-Silezië. De plaats maakt deel uit van de gemeente Jeżów Sudecki.